# 433 a. C.
El año 433 a. C. fue un año del calendario romano prejuliano. En el Imperio romano se conocía como el Tribunado de Vibulano, Fidenas y Flacinator (o menos frecuentemente, año 321 Ab urbe condita).

## Acontecimientos
- Batalla de Síbota. Atenas enfrenta a la flota de Corinto en la isla de Corcira, aliada suya.
- Seleuco, sucesor de Espartaco I en el reino del Bósforo Cimerio.

- Datos: Q180406